# Borgani
La Borgani è una delle più importanti aziende produttrici di sassofoni in Italia. Nata nel 1872 per opera di Augusto Borgani, risiede ancora oggi a Macerata.

## Storia

Mauro Bottini con un sassofono tenore

La prima Fabbrica Borgani di Strumenti Musicali" nasce nel 1872 per opera di Augusto Borgani (1851-1917) il quale, trasferitosi a Macerata da Loro Piceno e completati gli studi accademici, decise di coniugare la sua attività musicista con lo spirito imprenditoriale a Macerata, prima nella bottega di Corso Cairoli e poi nel primo stabilimento maceratese di Via Carducci. Alla morte di Augusto, l'azienda di famiglia passa al figlio  Orfeo (1885-1956) che, diplomatosi al Regio Conservatorio Giovanni Battista Martini di Bologna in clarinetto, porta lo storico stabilimento al suo apice nella qualità degli strumenti realizzati, depositando numerosi brevetti ancora oggi in uso.
Nel frattempo Arnaldo (1889-1972), altro figlio di Augusto, apre uno stabilimento tra viale Don Bosco e il piazzale della Stazione (l'attuale piazza XXV Aprile), che fornisce strumenti a fiato a orchestre e bande in tutt'Italia. Un'attività che amplia con l'esclusiva nazionale dei Pianoforti Schulz Pollmann, primi con meccanica tedesca ad essere usati in italia, ma che però cessa negli anni '60. Rinomato strumentista di corno, per il quale idea e brevetta modifiche innovative, fa parte di numerose orchestre a livello nazionale, compresa l'orchestra che nel 1921 accompagnò la memorabile Aida allo Sferisterio di Macerata.
Quanto alla fabbrica di sassofoni, nel 1956 dopo la scomparsa di Orfeo Borgani gli succede suo figlio Giuseppe, che più degli altri mira a una progressiva internazionalizzazione dell'azienda, ingrandendola e puntando su ricerca e sviluppo tecnologico. Nel 1983 Giuseppe Borgani lascia la guida dell'azienda a suo figlio Orfeo, che incentra la sua gestione nella rivalutazione della tradizione, tornando a una produzione artigianale per i sassofoni professionali.

## Musicisti che usano i sassofoni Borgani
- Joe Lovano
- Gerry Mulligan
- Bob Berg
- Jimmy Greene
- Alessio Alberghini
- Amedeo Bianchi
- Stefano Cantini
- Roberto Ottaviano
- Fiorenzo Tassinari
- Claudio Carboni
- Fulvio Falleri
- Pietro Tonolo
- Massimo Zagonari
- Will Vilson
- Tim Garlard
- Direceu Leite
- Massimo Guerri